# Aerith Gainsborough
Aerith Gainsborough (エアリス?, Earisu, tradotta erroneamente anche come Aeris Gainsborough) è uno dei personaggi femminili principali del videogioco della SquareSoft Final Fantasy VII.

## Biografia
Nasce ad Icicle Inn come unica figlia di una degli ultimi Ancient esistenti, Ifalna, e del professor Gast Faremis, grande ricercatore della Shinra, coinvolto nel progetto Jenova.
Quando il professor Hojo uccide Gast, rapisce Ifalna con la piccola Aerith in fasce e sottopone le due sopravvissute dei Cetra a numerosi esperimenti, sino alla disperata fuga di Ifalna, che nonostante venga gravemente ferita riesce a spingersi con la piccola sino ai bassifondi di Midgar dove, morente, incontra Elmyra Gainsborough alla stazione dei treni e le chiede di prendersi cura della bimba, crescendola come sua.
La brava donna la cresce con affetto, senza però far a meno di notare la diversità della piccola, che le dice di poter parlare con sua madre scomparsa, con il pianeta stesso e sentire le persone che morendo tornano ad esso. Nonostante l'iniziale soggezione e preoccupazione, Elmyra si affeziona sin dall'inizio alla piccola Aerith, con il suo essere sempre allegra e solare, nonostante le tristi esperienze vissute, trattandola sempre come figlia sua.
Col passare degli anni Aerith cresce avendo sempre su di sé l'ombra della Shinra che continua a braccarla anche dopo essere stata adottata da Elmyra: persino la squadra dei Turks la tiene sotto controllo, ma senza mai riuscire a catturarla. Il loro capo, Tseng, che sembra avere un pacato atteggiamento di riguardo per lei, cerca anche di persuaderla ad entrare di sua volontà alla Shinra.
Nel frattempo Aerith continua a sentire le voci del pianeta parlarle, ed è proprio in questo periodo che, in una delle visite di Tseng, viene a sapere la sua identità di Ancient e dell'eredità di Cetra, ma è ancora molto giovane ed è riluttante ad accettarla.
La sua storia come personaggio giocante in Final Fantasy VII, ha inizio quando si unisce a Cloud Strife nella lotta per la salvezza del pianeta.
Ha occhi verdi, lunghi capelli bruni che lega in una treccia chiusa da un fiocco rosa, regalatole in Crisis Core dal suo primo amore Zack, dove custodisce la White Materia della madre Ifalna. Veste con una corta giacchetta rossa, due tasche frontali e un abito intero rosa antico con bretelle abbottonato frontalmente, lungo fino alle caviglie. Questo sempre consigliato da Zack e che tuttora Aerith indossa come da promessa. Combatte con un'Asta di metallo, in cui posiziona le Materia al centro. I suoi attacchi fisici sono relativamente deboli e funziona meglio come maga.

## Ruolo all'interno del videogioco
Aerith Gainsborough appare per la prima volta in game su Final Fantasy VII come fioraia che chiede indicazioni a Cloud dopo la confusione causata "dall'incidente" eco-terrorista (causato dall'Avalanche) al reattore Mako del Settore 1, ma entrerà nel party ufficialmente solo quando l'ex-Soldier, dopo l'attacco fallito al reattore Mako del settore 5, precipiterà sul letto di fiori all'interno della chiesa dei bassifondi, dove la ragazza si recava molto spesso. Qui la giovane fioraia, grazie al Lifestream, faceva germogliare e crescere, dei fiori, che non sarebbero mai dovuti esistere in una terra arida come quella di Midgar, inizialmente per il semplice piacere di farlo. Sarà poi in Crisis Core che Zack le consiglierà di venderli per colorare tutti i bassifondi, convincendola con l'affermazione decisamente più pratica "Midgar piena di fiori, portafoglio pieno di soldi". Aerith resterà quindi la Fioraia fino a FFVII dove venderà ancora fiori per poter aiutare la madre Elmyra. Sembra essere incuriosita dalle materia e chiede a Cloud se lui le sappia utilizzare parlandogli di una materia particolare che però non è ancora in grado di usare (la White Materia).
In passato Aerith ebbe un'importante, ma purtroppo tragica storia con Zack Fair, caro amico e punto di riferimento venuto a mancare di Cloud. Rimanendo perciò turbata al primo incontro con questi, dalla straordinaria somiglianza che il ragazzo ha con Zack, Aerith svilupperà dei sentimenti per Cloud.
Prima di abbandonare il gruppo per invocare Holy, parlerà al ragazzo in sogno, comunicandogli che quando tutto fosse finito sarebbe tornata, purtroppo, ancora non consapevole del suo destino. Aerith spiega quindi all'ex soldier che lei, essendo l'ultima Cetra, potrebbe essere l'unica speranza per salvare il mondo da Meteor, cataclisma scagliato da Sephiroth per la distruzione del pianeta e la riuscita dei suoi piani.
Quando il gruppo andrà a cercarla, la troverà nella città dei Cetra intenta ad iniziare l'attivazione di Holy. Aerith è completamente vulnerabile al mondo esterno durante la preghiera e Sephiroth cercherà inizialmente di prendere il controllo di Cloud per ucciderla, che però in un secondo momento, riesce a liberarsi dalla sua influenza. È a questo punto che Sephiroth decide di agire personalmente: nel giro dei famosi sette secondi, sopraggiunge infatti dal cielo, brandendo la sua spada Masamune e, in una delle più iconiche scene del gioco, trafigge Aerith sotto gli occhi impotenti di Cloud e dei suoi compagni.
Questo episodio spronerà ulteriormente l'intero gruppo nella lotta contro Sephiroth, verso il quale già alcuni dei nostri eroi in particolare, nutrivano un rabbioso desiderio di vendetta.
Nonostante il suo personaggio non sia più giocabile dall'inizio della seconda metà della storia, dopo la sua perdita, Aerith viene spesso ricordata dal gruppo e durante le vicende nel gioco, diventa la memoria e lo spirito guida per i nostri personaggi durante il resto del loro avventuroso e a volte doloroso viaggio. Torna anche nelle sequenze finali, dove prende coscienza di sé nel Lifestream, tende la mano a Cloud (scena poi ripresa in Final Fantasy Advent Children) facendolo destare da uno stato di incoscienza in cui era caduto mentre tutto intorno a lui si distruggeva.
Al termine del gioco appare il suo viso sorridente per qualche istante, dopo che con il Lifestream da lei guidato, riesce ad aiutare il pianeta a contrastare Meteor.

## Altre apparizioni
Aerith è un personaggio giocabile in Dragon Quest & Final Fantasy in Itadaki Street Special. Inoltre fa apparizioni significative in tutta la Compilation of Final Fantasy VII (fatta esclusione per l'OAV Last Order: Final Fantasy VII) e in Final Fantasy Tactics come apparizione.
Compare anche in tutti i videogiochi della serie Kingdom Hearts e come personaggio bonus in Dissidia 012 Final Fantasy.

## Accoglienza
Retrospettivamente, la rivista giapponese Famitsū ha classificato Aerith come l'eroina più famosa dei videogiochi degli anni '90.